# Аутопут А1 (Црна Гора)
Ауто-пут Принцеза Ксенија је ауто-пут у Црној Гори. Ауто-пут се такође назива Бар — Бољаре. Прва деоница од Смоковца (близу Подгорице) до Матешева (близу Колашина) је завршена 2022. Ауто-пут је део ширег пројекта повезивања Београда са Подгорицом и Баром односно Луком Бар. Италија Црна Гора и Србија лобирају да пут постане паневрпоски коридор XI, због чињенице да повезује Бари, Бар, Београд и Букурешт. Изградња ауто-пут је почела 11. маја 2015. а прва деоница од 41 km је отворена 20. јула 2022. и коштала је око 1 милијарду $.